# Sesostris brevipes
Sesostris brevipes is een hooiwagen uit de familie Assamiidae.